# Uttaran
Uttaran  är en indisk TV-serie som sändes på Colors TV från 1 december 2008 till 16 januari 2015.

## Rollista (i urval)
- Tina Dutta - Ichcha Veer Singh Bundela / Meethi
- Rashami Desai - Tapasya Raghuvendra Pratap Rathore